# Maria Martins
Maria de Lourdes Alves Barbosa -más conocida como Maria Martins- (Campanha, 7 de agosto de 1894 - Río de Janeiro, 28 de marzo de 1973) fue una escultora, diseñadora, grabadora, pintora, escritora y música brasileña.

## Biografía
Nacida en el municipio de Campanha, Minas Gerais, el 7 de agosto de 1894, fue hija de João Luís Alves —Senador, Ministro de Justicia de la Antigua República y miembro de la Academia Brasileña de Letras— y Fernandina de Faria Ahmed; sus abuelos paternos fueron João Luís Alves y Bárbara Luísa Barbosa de Alves, mientras que los maternos fueron Fernando Antônio de Faria y Maria Vitória Pereira de Faria. En 1940 hizo una escultura llamada O Ipossivel. Fue hecho en los años 40. Es un personaje masculino y femenino en un enfrentamiento que parece eterno.
Se casó por primera vez con el jurista e historiador Otávio Tarquínio de Sousa, del que se separó; luego, contrajo segundas nupcias con el diplomático Carlos Martins Pereira e Sousa, gaucho que era amigo de la infancia de Getúlio Vargas —de quien la artista se convertiría en su amiga— y que, al igual que ella, gustaba de las fiestas y la vida mundana. Carlos Martins fue embajador de Brasil antes y después de la Segunda Guerra Mundial, primero en Japón y posteriormente en Europa.

## Carrera artística
Maria Martins inicialmente se interesó en la música; posteriormente estudió pintura en París, pero a los treinta años, se interesó por la escultura. También en Francia, comenzó a trabajar la madera y en Japón, aprendió a modelar terracota, mármol y cera perdida. En 1939, realizó estudios de escultura con Oscar Jesper en Bruselas, época en la que comenzó a utilizar el bronce, que se convirtió a partir de entonces, en el principal soporte de su obra.
En Brasil, expuso principalmente en la Bienal de São Paulo, instancia en la que participó desde el primer evento que se realizó en 1951; en la versión de 1955 obtuvo uno de sus primeros reconocimientos al ser galardonada con el título de mejor escultor nacional gracias a su trabajo A soma dos nossos dias.
Sería, sin embargo, en el extranjero donde más se destacó. En 1941, organizó su primera exposición en Washington, y en el mismo año, expuso también en París y en Río de Janeiro. Fijó su estudio en Nueva York, y ofertó parte de su trabajo en la Corcoran Gallery of Art de Washington, donde una de las obras expuestas la adquirió el Museo de Arte Moderno de Nueva York.
Nombres influyentes se interesaron en su trabajo, y pronto sus esculturas se convirtieron en parte de la colección de importantes coleccionistas como Max Jiménez de Costa Rica, Federico Cantú de México y Mario Carreño de Cuba. En 1968, en una entrevista con Clarice Lispector señaló: 

«Um dia me deu vontade de talhar madeira e saiu um objeto que eu amei. E depois desse dia me entreguei de corpo e alma à escultura. Primeiro, em terracota, depois mármore, depois cera perdida que não tem limitações»
«Un día me dio ganas de tallar la madera y salió un objeto que amé. Y después de ese día, me entregué en cuerpo y alma a la escultura. Primero, en terracota, después en mármol, después en cera perdida que no tiene limitaciones».

Sus esculturas representan formas orgánicas, retorcidas y sensuales que evocan a las culturas arcaicas inspiradas por las leyendas y naturaleza amazónicas, lo que atrajo la atención de los surrealistas como André Breton.
Fue una artista influenciada por el surrealismo; sus obras son reconocidas internacionalmente y varias de ellas están presentes en varios museos alrededor del mundo, entre ellos, en el Museo de Arte de Filadelfia, el Museo Metropolitano de Nueva York, el Museo de Arte Moderno de São Paulo (MAM), el Palacio de las Artes de la USP, en el Palacio de Planalto en Brasilia, entre otros. En el Palacio de Itamaraty en Brasilia, hay dos esculturas suyas: A mulher e sua sombra y O canto da noite.
Fue amante del pintor y escultor franco-estadounidense Marcel Duchamp y Benito Mussolini, amiga de Picasso y Mondrian; entrevistó además a Mao Zedong y realizó, a principios del siglo XX, cosas que eran impensables para una mujer.